# Língua rapa
Rapa (ou Rapan) é a língua de Rapa Iti, no Arquipélago das Austrais da Polinésia Francesa e de Mangaia nas Ilhas Cook. É uma língua polinésia oriental. Existem três variedades da língua Rapa sendo faladas atualmente na Polinésia Francesa: Antigo Rapa, Reo Rapa e Novo Rapa.  o Antigo Rapa foi substituído principalmente por Reo Rapa, uma mistura do mais falada da língua taitiana e a antiga Rapa. Nova Rapa foi revitalizada do Velho Rapa; é comumente falado por falantes de meia-idade e jovens. Rapa é uma língua criticamente ameaçada, e existem apenas cerca de 300 falantes de Reo Rapa, com apenas 15% deles capazes de falar a forma velha.
Pode ser mais vibrante em Mangaia, mas ali a população vem diminuindo há meio século devido à emigração.

## Vocabulário
•	e ’āpā i tā-ku hoa e haere e tāma’a café ka oti.
Vou beijar meus amigos, ir para minha casa, cozinhar minha comida, jantar - pronto.
•	tinaki te mei’a ’e te eika
Coma a banana e o peixe com as mãos
•	tā-ku eika tō mahana ra
Este peixe é maior que o meu peixe no outro dia

## Variedades
Existem três variedades da língua Rapa sendo faladas atualmente: Antigo Rapa, Reo Rapa e Novo Rapa. O antigo é a forma indígena de Rapa. O Reo Rapa como idioma foi criado, não simplesmente pela incorporação de termos lexicais do taitiano ao antigo rapa, mas do bilinguismo e da mudança de idioma devido ao domínio do taitiano. Embora Reo Rapa seja uma mistura de taitiano e rapa antigo, os falantes geralmente podem dizer se as palavras que estão falando são originárias do taitiano ou do rapa antigo devido aos fonemas ausentes em um idioma e presentes no outro.{  Com base na forma fonológica, falantes de Reo Rapa estão cientes de que certas palavras que falam pertencem a Natigo Rapa ou Tahitian. Para Por exemplo, sons nasais velares como /ŋ/ e sons de parada velar como /k/ não estão presentes em taitiano, mas estão em Natigo Rapa.
A variedade mais comum na ilha de Rapa Iti é Reo Rapa. Foi formado a partir do Taitiano e do Antigo e desenvolvido devido à mudança de idioma. No entanto, essa mudança parou em algum ponto do desenvolvimento da linguagem. Walworth define isso como uma linguagem shift-break. Reo Rapa não é uma língua Koiné onde uma língua é criada devido à interação entre dois grupos que falam línguas mutuamente inteligíveis. Os contatos entre o Antigo Rapa e os falantes de taitiano eram indiretos e nunca prolongados, violando um requisito para ser chamado de língua koiné. Reo Rapa foi o resultado de uma comunidade monolíngue que começou a mudar para a língua taitiana mais dominante, criando assim uma comunidade bilíngue, que acabou levando a Reo Rapa.
Embora sejam línguas irmãs, é importante notar que nem Reo Rapa nem Antigo Rapa devem ser confundidos com a língua rapanui. Além disso, o idioma é suficientemente diferente do resto das línguas das Ilhas Austrais a ser considerado um idioma separado.
O NovoRapa é uma forma ou variedade de Reo Rapa que começa a ser usada por pessoas com menos de 50 anos como uma tentativa da geração mais jovem de reverter a mudança de idioma para o idioma taitiano. No Novo, os elementos taitianos são modificados fonologicamente como uma tentativa de criar palavras que soem mais parecidas com o Antigo Rapa em vez de taitianas. Como um meio de ser identificado como um falante "verdadeiro local" Rapa, a geração mais nova está modificando o idioma Reo Rapa para que soe menos como o taitiano e mais como o Antigo Rapa.

## História
A perda dos indígenas do Antigo Rapa começou com uma enorme diminuição populacional devido a doenças trazidas por estrangeiros (principalmente europeus). No espaço de cinco anos, a população diminuiu 75%. Em 1867, a população caiu para 120 habitantes, em comparação com a estimativa original de dois mil. Das ilhas da Polinésia Francesa, o Taiti havia se tornado uma grande influência e um filtro para a influência ocidental, então antes que qualquer coisa entrasse nas ilhas teria que passar pelo Taiti. Sendo a poderosa influência que foi, seus modos de religião, educação e governo foram facilmente adotados pelo povo de Rapa Iti, e a língua do Taiti seguiu. A língua que conhecemos como Reo Rapa foi não criado pela combinação de duas línguas, mas pela introdução do taitiano na comunidade monolíngue Rapa. Reo Rapa não é um idioma completamente diferente do Antigo Rapa ou Taitiano, mas uma mistura de linguagens.
A língua Antiga Rapa é considerada ameaçada de extinção. Tem poucos falantes e as únicas pessoas que o falam com proficiência, a partir de 2015, estão na casa dos 60 anos. A documentação publicada mais antiga do Rapa Antigo remonta a 1864, uma pequena lista de palavras compilada por James L. Green sob a Sociedade Missionária de Londres. O estudo mais abrangente do idioma é a descrição do idioma de Walworth em 2015, seguindo apenas o manuscrito não publicado de 1930 em 5 volumes por John F.G. Stokes. Além disso, um livro de lendas foi publicado em 2008, produto do trabalho do etnólogo suíço Ghasarian e de um ancião Rapa, Alfred Make.

## Escrita
O alfabeto latino desenvolvido para a língua Rapa bém simples. Usam-se as 5 vogais tradicionais simples e também com barra superior. As consoantes usadas são somente K, N, M, Ng, P, R, T, V

## Fonologia
|           | Labial | Dental | Retroflexa | Velar | Glotal |
| --------- | ------ | ------ | ---------- | ----- | ------ |
| Plosiva   | p      | t      |            | k     | ʔ      |
| Nasal     | m      |        | ɳ          | ŋ     |        |
| Fricativa | v      |        |            |       |        |
| Vibrante  |        |        | ɽ          |       |        |

Semelhante a outras línguas que se enquadram na família de línguas da Polinésia Oriental, o inventário de fonemas consonantais do Natigo Rapa é relativamente pequeno. Composta por apenas nove consoantes distintas, a Natigo Rapa é composta por oito fonemas surdos e um fonema sonoro.
Dos nove fonemas, quatro resultam de uma oclusiva - /p/, /t/, /k/ e /ʔ/. Enquanto /p/ é constantemente bilabial e /t/ é denti-alveolar, o local onde /k/ é articulado pode variar de pré-velar a uvular. Quando falado, o local de articulação de /k/ depende do segmento de vogal seguinte. Walworth usa os seguintes exemplos para demonstrar essas diferentes ocorrências:
- Antes de um [i] de frente alta: na palavra kite 'saber', /k/ é pré-velar
- Antes de um [e] mid-fronted: na palavra kete 'cesto', /k/ é velar
- Antes de um low-back [ɑ]: na palavra karakua 'pai', /k/ é distintamente mais apoiado
- Antes do meio das costas [o]: na palavra komo 'dormir', /k/ é uvular

As oclusivas alveolares e pós-alveolares, embora distinguíveis no estudo linguístico de Natigo Rapa, são muitas vezes mal interpretadas como o fonema /k/ para falantes nativos. Essa observação foi observada várias vezes nas conversas de Walworth com falantes nativos; por exemplo, a diferença entre Tākate e Kākake não foi percebida pelo falante nativo.
No estudo das oclusivas velares, há casos em que ocorre a lenição, a articulação enfraquecida de uma consoante. No primeiro caso, a oclusiva velar /k/ transita mais para uma fricativa velar quando colocado nas sílabas átonas. No exemplo de Walworth na palavra kōta'e 'água', o fonema /k/ é pronunciado como [k]; no entanto, na palavra eipoko 'cabeça', o /k/ é pronunciado como [x]. O segundo caso é muito semelhante ao primeiro, mas em um "nível de frase". Nesse sentido, quando colocada em uma palavra que não é tônica, ocorre lenição.
Ao se referir ao uso Rapa do fonema /ɾ/, há uma diferença distinta entre o tap alveolar e um trinado. Quando pronunciada em palavras onde está localizada no início da sílaba tônica, a oclusiva alveolar torna-se melhor definida como uma vibrante. O uso deste fonema e suas variantes é evidente nos exemplos de Walworth:
Exemplos em que uma vibrante é percebido:
- /rapa/ 'nome da ilha' > ['ra.pa]
- /roki/ 'taro-bed' > ['ro.xi]
- /ra:kau/ 'plant-life' > ['ra:.xao]

Exemplos em que um toque é retido:
- /karakua/ 'pai' > [ka.ɾa.'ku.a]
- /ʔare/ 'casa' > [‘ʔa.ɾe]
- /taratika/ 'cume' > [ta.ɾa.'ti.xa]

Embora atualmente indeterminável, é plausível que em Natigo Rapa o fonema /ɾ/ existisse mais próximo da aproximação lateral /l/. Em um artigo publicado por John Stokes em 1955, o que agora é levado a ser o fonema /ɾ/ foi aproximado para ser uma mistura entre "um l claro como em inglês e r suave". No entanto, Walworth afirma que mesmo no mais antigo de seus consultores, não havia lembrança do fonema /l/.
Ao observar o uso da fricativa labiodental /v/, fica mais evidente o período de afastamento da Rapa Antiga. Nas gerações mais antigas de falantes nativos, esse fonema é articulado mais como o labiodental aproximante |ʋ|. O uso da fricativa labiodental é quase sempre usado pelas novas gerações de falantes nativos, enquanto o aproximante quase nunca é usado. Essa mudança é atribuída diretamente à influência taitiana da fricativa labiodental.

## Gramática
Alguns exemplos de gramática Reo Rapa são mostrados abaixo.
- TAM Perfeito (Tenso - Aspecto - Humor) /ka/

|ka rahi17 para te taofe
|PFV café ART muito maduro
|'Um café estava bem maduro.'}}
- Palavra definida /tō/

|e hina'aro na vau tō mei'a ra
|IPFV como DEI SG DEF banana deixis
|'Eu gostaria dessas bananas (você mencionou).'}}
- Palavras interrogativas
  - /a'a/ (O que)
  - /'ea/ (Onde)
  - /a'ea/ (Quando)
  - /nā 'ea/ (Como)
  - /'ia/ (Quantos)

|e a'a tō-koe huru
|IPFV o que ART.POSS-PL estado
|'Como você está' (lit. 'Qual é o seu estado?')}}
- Passado negativoe /ki'ere/

|ki'ere vau i haere i te fare
|NEG SG PFV vai PREP ART house
|'Eu não fui a uma casa'}}
- Não passado negativo (Negativo regular) /kāre/

|kāre tā-koe puta
|NEG ART.POSS-PL livro
|'Você não tem o seu livro.' (Tradução literal - 'seu livro não existe')}}
- Adverbial /ake/

|eu rahi ake teie eika i
|coisa grande ADV DEM fish PREP
|'Este peixe é maior que meu peixe no outro dia'}}
Enquanto Natigo Rapa contribui com a maioria das palavras gramaticais Reo Rapa, algumas são tiradas da língua taitiana, bem como as palavras negativas, 'aita e 'eiaha. Enquanto 'aita é usado como um simples "não" em Reo Rapa, 'eiaha é usado para adicionar uma frase negativa a uma frase para mudar uma frase positiva de "sim" a uma frase negativa "não".
- Partícula negativa /'eiaha/

|'eiaha 'a haere mai i tō-ku fare
|NEG IPFV vai EV PREP ART-POSS-PAT-SG casa|}}